# Theta de la Màquina Pneumàtica
Theta de la Màquina Pneumàtica (θ Antliae) és una estrella binària de la constel·lació de la Màquina Pneumàtica. Està aproximadament a 384 anys llum de la Terra i té una magnitud aparent combinada de +4,78.
La component primària, θ Antliae A, és una nana de la seqüència principal blanca del tipus A de la magnitud aparent +5,6. La seva companya, θ Antliae B, és una nana de la seqüència principal blanca del tipus A de la magnitud aparent +5,6. La seva companya, és una gegant brillant blanca-groga del tipus F de la magnitud aparent +5,7. La binària té un període orbital de 18,3 anys i els dos components estan separats 0,1 segons d'arc.